# 三部作
三部作（さんぶさく、希: τριλογία）は、三つにそれぞれ分かれていながら、同じ一つの主題を持つ作品群のこと。英語を用いてトリロジー（英: trilogy）とも呼ぶ。

## 概要
古代ギリシア演劇で3編の悲劇を中心として上演されていたことを嚆矢とし、小説や絵画、音楽などにも使用される。
三部作の伝統は古代ギリシア演劇の時代から存在し、悲劇三部作（トリロギア）＋サテュロス劇の形式を取った。その後、作者が当初から三部作を意識して作ったもの、本来一つの作品を三つに分割したもの、結果的に続編あわせて3部になったもの、他人（評論家、出版社など）が独自にそう呼んでいるものなど、商業的な思惑もあり、様々に使用されている。
三部作は続編・前編関係になっているものもあれば、作品ごとに世界観が異なったりもする。
現在では、映画、漫画、クラシック音楽、ポピュラー音楽、その他メインカルチャーとサブカルチャー双方の分野において広く実施例が見られている。特に、世界観などの設定の説明が必要なSF、ファンタジーの分野に意図した三部作が多い。
近年の作品では、長年にわたり意図された三部作と思われていたが、特に商業作品では人気を博したことなどで4作目以降が作られる例もある。たとえば、アーシュラ・K・ル＝グウィンの『ゲド戦記』は、3巻が書かれてから4巻目が刊行されるまでの18年間は三部作と考えられていた。日本でも、金子修介監督による「ガメラシリーズ」が平成ガメラ三部作と呼ばれていたが、6年後に4作目の平成ガメラ映画が作られた（ただし、4作目の平成ガメラ映画は「新生版」といったように、「平成ガメラ三部作」とは別のカテゴリーとされている）。ほかに『銀河ヒッチハイク・ガイド』では「三部作の4番目」が作られている。

## 実例

### 劇・詩
- アイスキュロス
  - オレステイア三部作 - 『アガメムノン』、『供養する女たち』、『慈しみの女神たち』
  - テーバイ三部作 - 『ラーイオス』、『オイディプス』、『テーバイ攻めの七将』
  - プロメテイア三部作 - 『火を運ぶプロメテウス』、『縛られたプロメテウス』、『解放されたプロメテウス』
- ソポクレス
  - テーバイ三部作 - 『オイディプス王』、『アンティゴネー』、『コロノスのオイディプス』
  - エレクトラ三部作
- ダンテ
  - 神曲 - 「地獄篇」、「煉獄篇」、「天国篇」
- ウィリアム・シェイクスピア
  - ヘンリー六世三部作 - 『ヘンリー六世 第1部』、『ヘンリー六世 第2部』、『ヘンリー六世 第3部』
- アーノルド・ウェスカー
  - ウェスカー三部作 - 『大麦入りのチキンスープ』、『根っこ』、『僕はエルサレムのことを話しているのだ』
- ボーマルシェ
  - フィガロ三部作 - 『セビリアの理髪師』、『フィガロの結婚』、『罪ある母』
- 三谷幸喜
  - 芸術家三部作 - 『コンフィダント・絆』、『国民の映画』、『ホロヴィッツとの対話』

### 音楽
- モーツァルト
  - ダ・ポンテ三部作 - ダ・ポンテ脚本によるモーツァルトの3つのオペラ、『フィガロの結婚』、『ドン・ジョヴァンニ』、『コジ・ファン・トゥッテ』[2][3]
- チャイコフスキー
  - バレエ音楽三部作 - 『白鳥の湖』、『眠れる森の美女』、『くるみ割り人形』
- プッチーニ
  - 三部作（オペラ） - 『外套』、『修道女アンジェリカ』、『ジャンニ・スキッキ』[4]
  - ご当地三部作（オペラ） - 『西部の娘』、『トゥーランドット』、『蝶々夫人』[5][信頼性要検証]
- レスピーギ
  - ローマ三部作（交響詩） - 『ローマの噴水』、『ローマの松』、『ローマの祭』[6]
- ドヴォルザーク
  - 序曲三部作『自然と人生と愛』 - 「自然の中で」、「謝肉祭」、「オセロ」
- マーラー
  - 「角笛交響曲」（『少年の魔法の角笛』の詩が使われている交響曲）三部作 - 『交響曲第2番「復活」』、『交響曲第3番』、『交響曲第4番』
- ショスタコーヴィチ
  - 戦争三部作（第二次世界大戦期に作曲された3つの交響曲） - 『交響曲第7番「レニングラード」』、『交響曲第8番』、『交響曲第9番』[7]
- ウィリアム・シューマン
  - ニューイングランド三部作 - 『喜びあれ、アメリカ』、『イエス涙を流したもう時』、『チェスター』
- 細野晴臣
  - トロピカル三部作 - 『トロピカル・ダンディー』、『泰安洋行』、『はらいそ』
- デヴィッド・ボウイ
  - ベルリン三部作 - 『ロウ』、『英雄夢語り (ヒーローズ)』、『ロジャー (間借人)』
- イエロー・マジック・オーケストラ
  - ゴダール三部作 - 『東風』、『中国女』、『マッド・ピエロ』
- 加藤和彦
  - ヨーロッパ三部作 - 『パパ・ヘミングウェイ』、『うたかたのオペラ』、『ベル・エキセントリック』
- 西城秀樹
  - ガール三部作（1981年） - 『リトル・ガール』、『セクシーガール』、『センチメンタルガール』
- access
  - 三部作 - 『DRASTIC MERMAID』、『SCANDALOUS BLUE』、『TEAR'S LIBERATION』
- Iceman
  - 世紀末三部作 - 『GATE II』、『GATE I』、『GATE//white』

### 絵画
- ルノワール
  - ダンス三部作 - 『ブージヴァルのダンス』、『都会のダンス』、『田舎のダンス』
- 喜多川歌麿
  - 雪月花三部作 - 『深川の雪』、『品川の月』、『吉原の花』

### 小説
- 阿川弘之
  - 海軍提督三部作[8] - 『山本五十六』、『米内光政』、『井上成美』
- 有川浩
  - 自衛隊三部作 - 『塩の街』、『空の中』、『海の底』
- 我孫子武丸
  - 速水三兄妹シリーズ三部作  - 『8の殺人』、『0の殺人』、『メビウスの殺人』
- 綾辻行人
  - 囁きシリーズ三部作  - 『緋色の囁き』、『暗闇の囁き』、『黄昏の囁き』
  - Anotherシリーズ三部作  - 『Another』、『Another エピソードS』、『Another 2001』
- 有栖川有栖
  - ソラシリーズ（空閑純シリーズ）三部作  - 『闇の喇叭』、『真夜中の探偵』、『論理爆弾』
- 井上靖
  - 自伝的三部作[9] - 『しろばんば』、『夏草冬濤』、『北の海』
- 恩田陸
  - 高校三部作  - 『六番目の小夜子』、『球形の季節』、『夜のピクニック』
  - 常野物語三部作  - 『光の帝国 常野物語』、『蒲公英草紙 常野物語』、『エンドゲーム 常野物語』
- 加納朋子
  - ささらシリーズ三部作  - 『ささら さや』、『てるてるあした』、『はるひのの、はる』
- 神林長平
  - 火星三部作 - 『あなたの魂に安らぎあれ』、『帝王の殻』、『膚の下』
- 栗本薫
  - ぼくらシリーズ三部作 - 『ぼくらの時代』、『ぼくらの気持』、『ぼくらの世界』
- 高木彬光
  - 神津恭介シリーズ歴史ミステリ（ベッド・ディテクティヴ）三部作 - 『成吉思汗の秘密』、『邪馬台国の秘密』、『古代天皇の秘密』
  - 神津恭介シリーズ平成三部作 - 『神津恭介への挑戦』、『神津恭介の復活』、『神津恭介の予言』
- 竹本健治
  - ゲーム三部作シリーズ  - 『囲碁殺人事件』、『将棋殺人事件』、『トランプ殺人事件』
- 辻仁成
  - 音の三部作 - 『アンチノイズ』、『グラスウールの城』、『パッサジオ』
- 筒井康隆
  - 七瀬三部作 - 『家族八景』、『七瀬ふたたび』、『エディプスの恋人』
- 津本陽
  - 夢三部作 - 『下天は夢か』、『夢のまた夢』、『乾坤の夢』
- 中上健次
  - 紀州サーガ秋幸三部作 - 『岬』、『枯木灘』、『地の果て至上の時』
- 夏目漱石
  - 前期三部作 - 『三四郎』、『それから』、『門』
  - 後期三部作 - 『彼岸過迄』、『行人』、『こころ』

「前期三部作」は「中期三部作」と呼ばれる場合もある。この場合の中期とは、漱石の文筆活動における中期という意味合いであり、それ以前にさらに前期三部作があるわけではない。
- 誉田哲也
  - ジウ三部作 - 『ジウI 警視庁特殊犯捜査係【SIT】』、『ジウII 警視庁特殊急襲部隊【SAT】』、『ジウIII 新世界秩序【NWO】』
- 牧野修
  - 呪禁局シリーズ三部作  - 『呪禁官』（呪禁官 暁を照らす者たち）、『呪禁局特別捜査官 ルーキー』、『呪禁官 百怪ト夜行ス』
  - 死んだ女は歩かない三部作  - 『死んだ女は歩かない』、『あくまで乙女』、『命短し行為せよ乙女』
- 光瀬龍
  - 宮本武蔵三部作 - 『秘伝宮本武蔵』、『新宮本武蔵』、『宮本武蔵血戦録』
- 宮本輝
  - 川三部作 - 『泥の河』、『螢川』、『道頓堀川』
- 村上春樹
  - 羊三部作（「僕と鼠もの」三部作） - 『風の歌を聴け』、『1973年のピンボール』、『羊をめぐる冒険』
- 森村誠一
  - 証明三部作 - 『人間の証明』、『青春の証明』、『野生の証明』[10]
- 山崎豊子
  - 戦争三部作 - 『不毛地帯』、『二つの祖国』、『大地の子』
- 山田正紀
  - オペラ三部作  - 『ミステリ・オペラ 宿命城殺人事件』、『マヂック・オペラ 二・二六殺人事件』、『ファイナル・オペラ』
- 米澤穂信
  - 古典部シリーズ文化祭三部作 - 『氷菓』、『愚者のエンドロール』、『クドリャフカの順番』
- アガサ・クリスティ
  - エルキュール・ポアロシリーズ中近東三部作 - 『メソポタミヤの殺人』、『ナイルに死す』、『死との約束』
- アレクサンドル・デュマ
  - ダルタニャン三部作（ダルタニャン物語） - 『三銃士』、『二十年後』、『ブラジュロンヌ子爵』
- ヴェロニカ・ロス
  - ダイバージェント三部作 - 『ダイバージェント 異端者』、『ダイバージェント2 反乱者』、『ダイバージェント3 忠誠者』
- スーザン・コリンズ
  - ハンガー・ゲーム三部作 - 『ハンガー・ゲーム』、『ハンガー・ゲーム2 燃え広がる炎』、『ハンガー・ゲーム3 マネシカケスの少女』
- ヘンリー・ミラー
  - 薔薇色の十字架（英語版）三部作 - 『セクサス』、『プレクサス』、『ネクサス』
- ポール・オースター
  - ニューヨーク三部作 - 『シティ・オブ・グラス』、『幽霊たち』、『鍵のかかった部屋』

### ドラマ
- NHKドラマ
  - 連続テレビ小説『カムカムエブリバディ』（3編に亘って構成しており、各編ごとにヒロインが異なる）
  - 大河ドラマ・近代三部作 - 『山河燃ゆ』、『春の波濤』、『いのち』
- 日本テレビ系ドラマ
  - 火曜日の女シリーズ・横溝正史三部作 - 『蒼いけものたち』（原作『犬神家の一族』）、『おんな友だち』（原作『悪魔の手毬唄』）、『いとこ同志』（原作『三つ首塔』）
  - 俺たちシリーズ三部作 - 『俺たちの旅』、『俺たちの朝』、『俺たちの祭』
  - 大都会シリーズ三部作 - 『大都会 闘いの日々』、『大都会 PARTII』、『大都会 PARTIII』
- フジテレビ系ドラマ
  - 純愛三部作 - 『すてきな片想い』、『東京ラブストーリー』、『101回目のプロポーズ』
  - 僕シリーズ三部作 - 『僕の生きる道』、『僕と彼女と彼女の生きる道』、『僕の歩く道』
  - 野沢尚脚本・夫婦三部作 - 『親愛なる者へ』、『素晴らしきかな人生』、『この愛に生きて』
  - 倉本聰脚本・富良野三部作 - 『北の国から』、『優しい時間』、『風のガーデン』
- TBS系ドラマ
  - TBS火曜8時枠の連続ドラマ「鳥」三部作 - 『おおヒバリ!』、『やあ!カモメ』、『アヒル大合唱』
  - 野島伸司三部作 - 『高校教師』、『人間・失格〜たとえばぼくが死んだら』、『未成年』
  - 夏純愛三部作 - 『世界の中心で、愛をさけぶ』、『いま、会いにゆきます』、『タイヨウのうた』
- テレビ朝日系ドラマ
  - 松本清張三部作 - 『黒革の手帖』、『けものみち』、『わるいやつら』
- メタルヒーローシリーズ
  - 宇宙刑事三部作 - 『宇宙刑事ギャバン』、『宇宙刑事シャリバン』、『宇宙刑事シャイダー』
  - レスキューポリス三部作 - 『特警ウインスペクター』、『特救指令ソルブレイン』、『特捜エクシードラフト』
- ウルトラシリーズ
  - 　『ウルトラマンティガ』、『ウルトラマンダイナ』、『ウルトラマンガイア』：3年連続で放送された作品のため「平成三部作」と呼ばれることがある。ただし『ティガ』と『ダイナ』は世界観がつながっているが、『ガイア』は独立した世界観を舞台にしている。
  - 　『ウルトラマンメビウス』：最後の3話のサブタイトルが「最終3部作」と銘打たれている。
- 超星神シリーズ - 『超星神グランセイザー』、『幻星神ジャスティライザー』、『超星艦隊セイザーX』

### 映画

#### 日本の映画監督の三部作
- 雨宮慶太監督
  - 東映スーパーヒーローフェア - 『仮面ライダーZO』、『仮面ライダーJ』、『人造人間ハカイダー』
- 稲垣浩監督
  - 宮本武蔵三部作 - 『宮本武蔵』、『続宮本武蔵 一乗寺の決斗』、『宮本武蔵 完結篇 決闘巌流島』
  - 佐々木小次郎三部作 - 『佐々木小次郎』、『続佐々木小次郎』、『完結佐々木小次郎』
- 大林宣彦監督
  - 尾道三部作 - 『転校生』、『時をかける少女（1983年版）』、『さびしんぼう』
  - 新・尾道三部作 - 『ふたり』、『あした』、『あの、夏の日』
- 小津安二郎監督
  - 紀子三部作 - 『晩春』、『麦秋』、『東京物語』
- 北野武監督
  - 『アウトレイジ』、『アウトレイジ ビヨンド』、『アウトレイジ 最終章』
- 黒木和雄監督
  - 戦争レクイエム三部作 - 『TOMORROW 明日』、『美しい夏キリシマ』、『父と暮せば』
- 五社英雄監督・宮尾登美子原作
  - 高知三部作 - 『鬼龍院花子の生涯』、『陽暉楼』、『櫂』
- 阪本順治監督
  - 新世界三部作 - 『どついたるねん』、『王手』、『ビリケン』
- 鈴木清順監督
  - 浪漫三部作 - 『ツィゴイネルワイゼン』、『陽炎座』、『夢二』
- 三隅研次監督
  - 剣三部作 - 『斬る』、『剣』、『剣鬼』
- 林海象監督
  - 私立探偵 濱マイクシリーズ三部作 - 『我が人生最悪の時 THE MOST TERRIBLE TIME IN MY LIFE』、『遥かな時代の階段を The Stairway to the Distant Past』、『罠 THE TRAP』
- 村川透監督
  - 遊戯シリーズ - 『最も危険な遊戯』、『殺人遊戯』、『処刑遊戯』
- 山田洋次監督
  - 時代劇三部作 - 『たそがれ清兵衛』、『隠し剣 鬼の爪』、『武士の一分』
  - 民子三部作 - 『家族』、『故郷』、『遥かなる山の呼び声』
  - 母三部作 - 『母べえ』、『母と暮せば』、『こんにちは、母さん』
- 山本迪夫監督
  - 血を吸うシリーズ三部作 - 『幽霊屋敷の恐怖 血を吸う人形』、『呪いの館 血を吸う眼』、『血を吸う薔薇』

#### 日本国外の映画監督の三部作
- テンギズ・アブラゼ監督
  - 祈り三部作[11]（懺悔三部作[12]） - 『祈り』、『希望の樹』、『懺悔』
- ペドロ・アルモドバル監督
  - 女性賛歌三部作 - 『オール・アバウト・マイ・マザー』、『トーク・トゥ・ハー』、『ボルベール〈帰郷〉』
- テオ・アンゲロプロス監督
  - 現代史三部作 - 『1936年の日々（英語版）』、『旅芸人の記録』、『狩人』
  - 沈黙三部作 - 『シテール島への船出（英語版）』、『蜂の旅人（英語版）』、『霧の中の風景』
  - 国境三部作 - 『シテール島への船出』、『こうのとり、たちずさんで（英語版）』、『ユリシーズの瞳』（または『こうのとり、たちずさんで』、『ユリシーズの瞳』、『永遠と一日』）
  - 20世紀三部作 - 『エレニの旅』、『エレニの帰郷』、『もう一つの海』（『もう一つの海』は撮影中にアンゲロプロスが死去したため未制作）
- ミケランジェロ・アントニオーニ監督
  - 愛の不毛三部作 - 『情事』、『夜』、『太陽はひとりぼっち』
- ガス・ヴァン・サント監督
  - ポーランド三部作 - 『マラノーチェ』、『ドラッグストア・カウボーイ』、『マイ・プライベート・アイダホ』
- ルキノ・ヴィスコンティ監督
  - ドイツ（ゲルマニア）三部作 - 『地獄に堕ちた勇者ども』、『ベニスに死す』、『ルートヴィヒ』
- コスタ＝ガヴラス監督
  - 政治三部作 - 『Z』、『告白』、『戒厳令』
- アキ・カウリスマキ監督
  - 労働者三部作 - 『パラダイスの夕暮れ』、『真夜中の虹』、『マッチ工場の少女』
  - 敗者三部作 - 『浮き雲』、『過去のない男』、『街のあかり』
- レオス・カラックス監督
  - アレックス三部作 - 『ボーイ・ミーツ・ガール』、『汚れた血』、『ポンヌフの恋人』
- アッバス・キアロスタミ監督
  - ジグザグ道三部作 - 『友だちのうちはどこ?』、『そして人生はつづく』、『オリーブの林をぬけて』
- スタンリー・キューブリック監督
  - SF三部作 - 『博士の異常な愛情 または私は如何にして心配するのを止めて水爆を愛するようになったか』、『2001年宇宙の旅』、『時計じかけのオレンジ』（ただし、この三部作は第三者による勝手な呼び方が定着したものであり、もともと計画されたものではない）
- テリー・ギリアム監督
  - 『バンデットQ』、『未来世紀ブラジル』、『バロン』
- フェデリコ・フェリーニ監督
  - ローマ三部作 - 『甘い生活』、『サテリコン』、『フェリーニのローマ』
- ジョン・フォード監督
  - 騎兵隊三部作 - 『アパッチ砦』、『黄色いリボン』、『リオ・グランデの砦』
- ラース・フォン・トリアー監督
  - ヨーロッパ三部作 - 『エレメント・オブ・クライム』、『エピデミック』、『ヨーロッパ』
  - 黄金の心三部作 - 『奇跡の海』、『イディオッツ』、『ダンサー・イン・ザ・ダーク』
  - 機会の土地アメリカ三部作 - 『ドッグヴィル』、『マンダレイ』、『Wasington』（『Wasington』のみ未製作）
  - 鬱三部作 - 『アンチクライスト』、『メランコリア』、『ニンフォマニアック』
- イングマール・ベルイマン監督
  - 神の沈黙三部作 - 『鏡の中にある如く』、『冬の光』、『沈黙』
- ベルナルド・ベルトルッチ
  - 東洋三部作 - 『ラストエンペラー』、『シェルタリング・スカイ』、『リトル・ブッダ』
- アン・リー監督
  - 父親三部作 - 『推手』、『ウェディング・バンケット』、『恋人たちの食卓』
- サタジット・レイ監督
  - Apu三部作 - 『大地のうた』、『大河のうた』、『大樹のうた』
- セルジオ・レオーネ監督
  - ドル箱三部作（名無し三部作） - 『荒野の用心棒』、『夕陽のガンマン』、『続・夕陽のガンマン』[13]
  - ワンス・アポン・ア・タイム三部作（アメリカ三部作） - 『ウエスタン』、『夕陽のギャングたち』、『ワンス・アポン・ア・タイム・イン・アメリカ』[14]
- アンジェイ・ワイダ監督
  - 抵抗三部作 - 『世代』、『地下水道』、『灰とダイヤモンド』
- パク・チャヌク監督
  - 復讐三部作 -  『復讐者に憐れみを』、『オールド・ボーイ』、『親切なクムジャさん』
  - 人間ではない存在の三部作 - 『サイボーグでも大丈夫』、『渇き』、『イノセント・ガーデン』
- ジョン・スタージェス監督
  - 決斗3部作 - 『OK牧場の決斗』、『ゴーストタウンの決斗』、『ガンヒルの決斗』
- オリバー・ストーン監督
  - ベトナム戦争三部作 - 『プラトーン』、『7月4日に生まれて』、『天と地』

#### シリーズ映画
- シンドバッド三部作
  - 『シンバッド七回目の航海』、『シンドバッド黄金の航海』、『シンドバッド虎の目大冒険』
- スター・ウォーズシリーズ
  - 旧三部作(オリジナル・トリロジー) - 『エピソード4/新たなる希望』、『エピソード5/帝国の逆襲』、『エピソード6/ジェダイの帰還』
  - 新三部作(プリクエル・トリロジー) - 『エピソード1/ファントム・メナス』、『エピソード2/クローンの攻撃』、『エピソード3/シスの復讐』
  - 続三部作(シークエル・トリロジー) - 『スター・ウォーズ/フォースの覚醒』、『スター・ウォーズ/最後のジェダイ』、『スター・ウォーズ/スカイウォーカーの夜明け』
- ジュラシック・パークシリーズ
  - 旧三部作 - 『ジュラシック・パーク』、『ロスト・ワールド/ジュラシック・パーク』、『ジュラシック・パークIII』
  - 新三部作 - 『ジュラシック・ワールド』、『ジュラシック・ワールド/炎の王国』、『ジュラシック・ワールド/新たなる支配者』
- バック・トゥ・ザ・フューチャーシリーズ
  - 『バック・トゥ・ザ・フューチャー』、『バック・トゥ・ザ・フューチャー PART2』、『バック・トゥ・ザ・フューチャー PART3』
- ゴッドファーザーシリーズ
  - 『ゴッドファーザー』、『ゴッドファーザーPARTII』、『ゴッドファーザーPARTIII』
- マトリックスシリーズ
  - 『マトリックス』、『マトリックス・リローデッド』、『マトリックス・レボリューションズ』
- ロード・オブ・ザ・リングシリーズ
  - 『旅の仲間』、『二つの塔』、『王の帰還』
- ホビットシリーズ
  - 『思いがけない冒険』、『竜に奪われた王国』、『決戦のゆくえ』
- パイレーツ・オブ・カリビアンシリーズ
  - 『呪われた海賊たち』、『デッドマンズ・チェスト』、『ワールド・エンド』
- トランスフォーマーシリーズ
  - 『トランスフォーマー』、『トランスフォーマー/リベンジ』、『トランスフォーマー/ダークサイド・ムーン』
- X-MENシリーズ
  - 旧三部作 - 『X-メン』、『X-MEN2』、『X-MEN:ファイナル ディシジョン』
  - ウルヴァリン三部作 -  『ウルヴァリン:X-MEN ZERO』、『ウルヴァリン:SAMURAI』、『LOGAN/ローガン』
- アイアンマンシリーズ
  - 『アイアンマン』、『アイアンマン2』、『アイアンマン3』
- キャプテン・アメリカシリーズ
  - 『キャプテン・アメリカ/ザ・ファースト・アベンジャー』、『キャプテン・アメリカ/ウィンター・ソルジャー』、『シビル・ウォー/キャプテン・アメリカ』
- ガーディアンズ・オブ・ギャラクシーシリーズ
  - 『ガーディアンズ・オブ・ギャラクシー』、『ガーディアンズ・オブ・ギャラクシー:リミックス』、『ガーディアンズ・オブ・ギャラクシー:VOLUME 3』
- ブレイドシリーズ
  - 『ブレイド』、『ブレイド2』、『ブレイド3』
- スパイダーマンシリーズ（サム・ライミ監督版）
  - 『スパイダーマン』、『スパイダーマン2』、『スパイダーマン3』
- スパイダーマンシリーズ（ジョン・ワッツ監督版[15]）
  - 『スパイダーマン:ホームカミング』、『スパイダーマン:ファー・フロム・ホーム』、『スパイダーマン:ノー・ウェイ・ホーム』
- ヴェノムシリーズ[16]
  - 『ヴェノム』、『ヴェノム:レット・ゼア・ビー・カーネイジ』、『ヴェノム:ザ・ラストダンス』
- ダークナイト トリロジー
  - 『バットマン ビギンズ』、『ダークナイト』、『ダークナイト ライジング』
- ロボコップシリーズ
  - 『ロボコップ』、『ロボコップ2』、『ロボコップ3』
- 大魔神シリーズ
  - 『大魔神』、『大魔神怒る』、『大魔神逆襲』
- モスラ（平成三部作のモスラ）
  - 『モスラ (1996年の映画)』、『モスラ2 海底の大決戦』、『モスラ3 キングギドラ来襲』
- モスラシリーズのザ・ピーナッツ「小美人」三部作
  - 『モスラ』、『モスラ対ゴジラ』、『三大怪獣 地球最大の決戦』
- ガメラ（平成三部作のガメラ）
  - 『ガメラ 大怪獣空中決戦』、『ガメラ2 レギオン襲来』、『ガメラ3 邪神覚醒』
- 地獄のヒーローシリーズ
  - 『地獄のヒーロー』、『チャック・ノリスの 地獄のヒーロー2』、『ブラドック/地獄のヒーロー3』
- デルタ・フォースシリーズ
  - 『デルタ・フォース』、『デルタフォース2』、『デルタフォース3』
- トリコロール
  - 『青の愛』、『白の愛』、『赤の愛』
- インファナル・アフェア
  - 『インファナル・アフェア』、『II/無間序曲』、『III/終極無間』
- カーズシリーズ
  - 『カーズ』、『カーズ2』、『カーズ/クロスロード』
- セーラー服 百合族シリーズ
  - 『セーラー服 百合族』、『セーラー服 百合族2』、『OL百合族19歳』
- 新・百合族シリーズ
  - 『新・百合族 先生、キスしたことありますか?』、『新・百合族2』、『新・百合族3』
- 20世紀少年シリーズ
  - 『20世紀少年 第1章 終わりの始まり』、『20世紀少年 第2章 最後の希望』、『20世紀少年 最終章 ぼくらの旗』
- 劇場版ポケットモンスター ダイヤモンド&パール 神々の戦い三部作
  - 『ディアルガVSパルキアVSダークライ』、『ギラティナと氷空の花束 シェイミ』、『アルセウス 超克の時空へ』
- GOAL!
  - 『GOAL!』、『GOAL!2』、『GOAL!3』
- 仮面ライダー×仮面ライダー×仮面ライダー THE MOVIE 超・電王トリロジー
  - 『EPISODE RED ゼロのスタートウィンクル』、『EPISODE BLUE 派遣イマジンはNEWトラル』、『EPISODE YELLOW お宝DEエンド・パイレーツ』
- 佐藤泰志原作函館三部作[17]
  - 『オーバー・フェンス』、『海炭市叙景』、『そこのみにて光輝く』
- スリー・フレーバー・コルネット3部作[18][19][20]
  - 『ショーン・オブ・ザ・デッド』（2004年）、『ホット・ファズ -俺たちスーパーポリスメン!-』（2007年）、『ワールズ・エンド 酔っぱらいが世界を救う!』（2013年）
- ハングオーバー!シリーズ
  - 『ハングオーバー! 消えた花ムコと史上最悪の二日酔い』、『ハングオーバー!! 史上最悪の二日酔い、国境を越える』、『ハングオーバー!!! 最後の反省会』
- 北の三部作（脚本・那須真知子、主演・吉永小百合）
  - 『北の零年』（2005年）、『北のカナリアたち』（2012年）、『北の桜守』（2018年）[21]
- 探偵はBARにいるシリーズ
  - 『探偵はBARにいる』（2011年）、『探偵はBARにいる2 ススキノ大交差点』（2013年）、『探偵はBARにいる3』（2017年）
- 北海道映画シリーズ（主演・大泉洋）[22]
  - 『しあわせのパン』（2012年）、『ぶどうのなみだ』（2014年）、『そらのレストラン』（2019年）
- ホイチョイ3部作
  - 『私をスキーに連れてって』、『彼女が水着にきがえたら』、『波の数だけ抱きしめて』
- 鋼の錬金術師シリーズ
  - 『鋼の錬金術師』（2017年）、『鋼の錬金術師 完結編 復讐者スカー』（2022年）、『鋼の錬金術師 完結編 最後の錬成』（2022年）
- ムカデ人間シリーズ
  - 『ムカデ人間』、『ムカデ人間2』、『ムカデ人間3』

### アニメ

#### テレビアニメ
- 世界名作劇場の高畑勲監督作品
  - 『アルプスの少女ハイジ』、『母をたずねて三千里』、『赤毛のアン』
- 長浜ロマンロボシリーズ
  - 『超電磁ロボ コン・バトラーV』、『超電磁マシーン ボルテスV』、『闘将ダイモス』
- J9シリーズ
  - 『銀河旋風ブライガー』、『銀河烈風バクシンガー』、『銀河疾風サスライガー』
- 超時空シリーズ
  - 『超時空要塞マクロス』、『超時空世紀オーガス』、『超時空騎団サザンクロス』
- アラジン三部作
  - 『アラジン (1992年の映画)』、『アラジン ジャファーの逆襲』、『アラジン完結編 盗賊王の伝説』
- トランスフォーマーシリーズ
  - マイクロン三部作[23][24]（平成三部作と呼ばれるほか、主に海外ではユニクロン三部作と呼ばれている[25] ） - 『超ロボット生命体トランスフォーマー マイクロン伝説』、『トランスフォーマー スーパーリンク』、『トランスフォーマー ギャラクシーフォース』
    - これ以前に放送された『トランスフォーマー カーロボット』を加えて「平成四部作」と呼称する場合もある。
- ビーストウォーズ 超生命体トランスフォーマーシリーズ
  - 『ビーストウォーズ 超生命体トランスフォーマー』、『超生命体トランスフォーマー ビーストウォーズメタルス』、『超生命体トランスフォーマー ビーストウォーズリターンズ』
- 勇者シリーズ
  - 谷田部勇者三部作 - 『勇者エクスカイザー』、『太陽の勇者ファイバード』、『伝説の勇者ダ・ガーン』
  - 高松勇者三部作 - 『勇者特急マイトガイン』、『勇者警察ジェイデッカー』、『黄金勇者ゴルドラン』
- エルドランシリーズ
  - 『絶対無敵ライジンオー』、『元気爆発ガンバルガー』、『熱血最強ゴウザウラー』
- トミカわいわいDVD
  - マジックライセンス三部作 - 『トミカ王国物語』、『トミカハイパー大作戦!』、『トミカハイパー大冒険!』
- 機動戦士ガンダムSEEDスペシャルエディション3部作
  - 『機動戦士ガンダムSEED －虚空の戦場－』、『機動戦士ガンダムSEED －遥かなる暁－』、『機動戦士ガンダムSEED スペシャルエディション完結編 鳴動の宇宙』
- 超平和バスターズ
  - 『あの日見た花の名前を僕達はまだ知らない。』、『心が叫びたがってるんだ。』、『空の青さを知る人よ』
- 電光超人グリッドマンシリーズ
  - 『SSSS.GRIDMAN』、『SSSS.DYNAZENON』、『グリッドマン ユニバース』

#### 劇場アニメ
- GODZILLA
  - 第一章『GODZILLA 怪獣惑星』、第二章『GODZILLA 決戦機動増殖都市』、最終章『GODZILLA 星を喰う者』
- ベルセルク 黄金時代篇
  - 『ベルセルク 黄金時代篇I 覇王の卵』、『ベルセルク 黄金時代篇II ドルドレイ攻略』、『ベルセルク 黄金時代篇III 降臨』
- Fate/stay night [Heaven's Feel]
  - 『I.presage flower』、『II.lost butterfly』、『III.spring song』

### ゲーム
- 英雄伝説 ガガーブトリロジー
  - 『英雄伝説III 白き魔女』、『英雄伝説IV 朱紅い雫』、『英雄伝説V 海の檻歌』
- ガンパレード・オーケストラ
  - 『白の章 〜青森ペンギン伝説〜』、『緑の章 〜狼と彼の少年〜』、『青の章 〜光の海から手紙を送ります〜』
- ゴッド・オブ・ウォーシリーズ
  - 『ゴッド・オブ・ウォー』、『ゴッド・オブ・ウォーII 終焉への序曲』、『ゴッド・オブ・ウォーIII』
- .hack//G.U.
  - 『.hack//G.U. 再誕』、『.hack//G.U. 君想フ声』、『.hack//G.U. 歩くような速さで』
- ドラゴンクエストシリーズ
  - 天空三部作 - 『ドラゴンクエストIV』、『ドラゴンクエストV』、『ドラゴンクエストVI』
- ファイナルファンタジーシリーズ
  - ライトニングサーガ - 『ファイナルファンタジーXIII』、『ファイナルファンタジーXIII-2』、『ライトニング リターンズ ファイナルファンタジーXIII』
- ドルアーガの塔 (ゲームブック)
  - 『悪魔に魅せられし者』、『魔宮の勇者たち』、『魔界の滅亡』
- ブローダーバンド「バンゲリング帝国三部作」 
  - 『バンゲリング ベイ』・『チョップリフター』・『ロードランナー』
- 光栄
  - 歴史三部作 - 『信長の野望・全国版』、『三國志』、『蒼き狼と白き牝鹿・ジンギスカン』
- 鬼武者シリーズ
  - 信長三部作 - 『鬼武者』、『鬼武者2』、『鬼武者3』
- Gears of Warシリーズ
  - 『Gears of War』、『Gears of War 2、『Gears of War 3』
- スーパーロボット大戦シリーズ
  - スーパーロボット大戦COMPACT2 - 『第1部：地上激動編』、『第2部：宇宙激震編』、『第3部：銀河決戦編』
  - スーパーロボット大戦α - 『スーパーロボット大戦α』、『第2次スーパーロボット大戦α』、『第3次スーパーロボット大戦α 終焉の銀河へ』
- ジャック×ダクスター
  - 『ジャック×ダクスター 旧世界の遺産』、『ジャック×ダクスター2』、『Jak 3』
- HALO
  - 『Halo: Combat Evolved』、『Halo 2』、『Halo 3』
- Mass Effect シリーズ
  - 『Mass Effect』、『Mass Effect 2』、『Mass Effect 3』
- Mafiaシリーズ
  - 『Mafia: The City of Lost Heaven』、『マフィアII』、『マフィアIII』
- メトロイドシリーズ
  - メトロイドプライム三部作 - 『メトロイドプライム』、『メトロイドプライム2 ダークエコーズ』、『メトロイドプライム3 コラプション』
- ラチェット&クランク
  - FUTURE三部作 - 『ラチェット&クランク FUTURE』、『ラチェット&クランク FUTURE外伝』、『ラチェット&クランク FUTURE2』
- 逆転裁判シリーズ
  - 成歩堂三部作 - 『逆転裁判』、『逆転裁判2』、『逆転裁判3』
- 東方Project
  - 『紅魔郷』、『妖々夢』、『永夜抄』の3作は三部作であるとされている。
- 堀井雄二ミステリー三部作
  - 『ポートピア連続殺人事件』、『北海道連鎖殺人 オホーツクに消ゆ』、『軽井沢誘拐案内』[26]

### 漫画
- 池野恋
  - 『ときめきトゥナイト』 - 「第1部」「第2部」「第3部」のパートごとにメインヒロインが違う。
- 石ノ森章太郎
  - リュウ三部作 - 『リュウの道』、『原始少年リュウ』、『番長惑星』
  - 仮面ライダーシリーズ・石ノ森章太郎の漫画作品三部作 - 『仮面ライダー』、『仮面ライダーアマゾン』、『仮面ライダーBlack』（仮面ライダーシリーズの他の作品は石ノ森章太郎の漫画作品ではない）
- 大谷博子
  - 「星くず」シリーズ三部作 - 『星くず』『星ははるかなり…』『星よきらめけ』
  - 「由似」シリーズ三部作 - 『由似へ』『由似きみの青春』『由似風の中で』
- 河あきら
  - BAD・AGEシリーズ三部作 - 『ゆがんだ太陽』『わたり鳥は北へ』『太陽への道』
- 手塚治虫
  - 初期SF三部作 - 『来るべき世界』、『ロストワールド』、『メトロポリス』
- 萩尾望都
  - 精霊狩り三部作 - 『精霊狩り』、『ドアの中のわたしのむすこ』、『みんなでお茶を』
  - ポーの一族三部作 - 『ポーの一族 (1972年の漫画)』、『メリーベルと銀のばら』、『小鳥の巣』（作者自身が「三部作」と話している）
  - ギムナジウム三部作 - 『トーマの心臓』、『11月のギムナジウム』、『小鳥の巣』
  - 「一角獣種」三部作 - 『A-A'』、『4/4（カトルカース）』、『X＋Y』
- エンキ・ビラル
  - ニコポル三部作 - 『不死者のカーニバル』、『罠の女』、『冷たい赤道』（2000年 - 2001年、河出書房新社より発売。現在は絶版となっている。）
- 刃牙シリーズ
  - 刃牙三部作 - 『グラップラー刃牙』 - 『バキ』 - 『範馬刃牙』

### その他
テレビ番組
- NHK
  - 科学番組三部作 - 『ウルトラアイ』、『トライ&トライ』、『ウォッチング』
- 日本テレビ
  - トップテン三部作 - 『NTV紅白歌のベストテン』、『ザ・トップテン』、『歌のトップテン』
  - 電波少年三部作 - 『進め!電波少年』、『進ぬ!電波少年』、『電波少年に毛が生えた 最後の聖戦』
- フジテレビ
  - 夜のヒットスタジオ三部作 - 『夜のヒットスタジオ』、『夜のヒットスタジオDELUXE』、『夜のヒットスタジオSUPER』
  - クイズグランプリ三部作 - 『クイズグランプリ』、『クイズ漫才グランプリ』、『逆転クイズジャック』
  - ライオン提供小堺一機三部作 - 『ライオンのいただきます』、『ライオンのいただきますII』、『ライオンのごきげんよう』
  - JOCX-TV2マーケティング三部作 - 『マーケティング天国』、『カノッサの屈辱』、『TVブックメーカー』

『TVブックメーカー』放送当時（1991年）のテレビ雑誌の特集記事にて「マーケティング三部作」と紹介されていた。
  - 堂本兄弟三部作 - 『LOVE LOVE あいしてる』、『堂本兄弟』、『新堂本兄弟』
- 中京テレビ
  - ラジごめ三部作 - 『ラジオDEごめん』、『ラジごめII金曜日の王様』、『ラジごめIIIホンジャマカ共和国』

### 架空の三部作
作品中に登場する、実在しない三部作作品について記す。
- THE CUTTER三部作（ゲーム『ときめきメモリアル Girl's Side』に登場する架空の映画） - 「THE CUTTER」、「THE CUTTER RETURN」、「THE CUTTER FOREVER」

## 想定外の事例
想定されていなかった結果として、三部作になったものや四部作になったものが存在する。
下記の実例は、代表例や製作者自身が明かしているものなど。

### 1作（もしくは2作）で終わるはずだったもの
人気作品などに多く見られる。
人気があったために三部作になった場合は、下記の4作目や5作目が作られたものへ続く場合がある。
- バック・トゥ・ザ・フューチャーシリーズ
  - 元々は1作のみで終わるはずであったが、テレビ放映時に出した「続く」という冗談のフレーズから続編が作られることとなった。

### 3部作のはずが1作もしくは2作で終わってしまったもの・構想のみで作られなかったもの
不人気だけでなく、原作者の死亡やスタッフの移動・完結前のネタバレなど多くの理由が存在する。
- ECHOES、人間の進化をテーマにした三部作
  - 1作目『EGGS』を作り、多分2作目は『HUMAN』、3作目は『COSMOS』とか『EARTH』等の制作を予定していたが、『EGGS』リリース後、ほとんどの作詞作曲を手掛けていた辻仁成が、当時作家活動が本格的になっていたこともあり、ライブツアーの最中にもうこれで（ECHOESは）いいだろうとバンドの解散を申し出たことにより、1作で終わることとなった[27]
- ミス・マープル三部作
  - アガサ・クリスティーは、『カリブ海の秘密』『復讐の女神』と“Woman's Realm”で三部作とする予定をしていたが[28]、著者死去につき“Woman's Realm”の執筆が果たせず2作で終わることとなった。

### 4作目や5作目が作られたもの
一度は三部作で完結した作品。人気作品などによくみられる。
- ドラゴンクエスト：ロトシリーズ
  - 『ドラゴンクエスト』、『ドラゴンクエストII』、『ドラゴンクエストIII』の3作品を合わせて長年「ロト三部作」「ロトの伝説三部作」などとも呼称されていたが、ロトシリーズの最古の物語として『ドラゴンクエストXI』が製作され、三部作ではなくなった。竜王の先祖と思しきキャラクターが登場し、「ロト」という称号の起源が明らかとなり、さらには『I』と『III』の主人公が姿を見せ、やがて両作に繋がることが示唆される。
- メトロイドシリーズ初代三部作 - 『メトロイド』、『メトロイドII RETURN OF SAMUS』、『スーパーメトロイド』
  - 『スーパーメトロイド』をもって完結予定だったが、本作発売の約9年後に『メトロイドフュージョン』を発売。ナンバリングも「METROID 4」と表示されている。
- 新 鬼武者 DAWN OF DREAMS
  - 当初は三部作完結の予定だったが、続編として本作が製作された。
- Gears of War 4
  - 前作から25年後が舞台の新トリロジーの第1作目として発売された。後に続編のGears5も発売された。
- ゴッド・オブ・ウォー (2018)
  - 本作は舞台やストーリーを一新した新たな物語の1作目となっている。
- インディ・ジョーンズ
  - 3作目から長い時を経て4作目が作られた。
- トランスフォーマー/ロストエイジ
  - 前作「ダークサイド・ムーン」での戦いから5年後を舞台として新作が製作された。現在はスピンオフ作品を含め7作目まで製作されている。
- パイレーツ・オブ・カリビアン/生命の泉
  - 3作目から4年の時を経て公開された。さらにその6年後には5作目も製作され、現在は6作目の製作も予定されている（時期未定）。
- キャプテン・アメリカ:ブレイブ・ニュー・ワールド
  - 8年ぶりのシリーズ新作。主人公は前作までのスティーブ・ロジャース（演 - クリス・エヴァンス）からサム・ウィルソン（演 - アンソニー・マッキー）に交代し、3代目キャプテン・アメリカとなったサムの活躍が描かれる。
- 銀河ヒッチハイクガイド
  - 「3部作の4作目」という触れ込みで4作目が作られ、さらに5作目も作られた。
- エイリアン4
  - 3作目で主人公リプリーの死により完結したと思われたが、クローンとして復活する形で新作が製作された。5作目も製作予定。
- ファウンデーションシリーズ
  - アイザック・アシモフのSF小説。短・中編の形で発表された作品が3分冊で纏められたが、続編を求めるファンや編集者の声に抗しきれず30年振りに第4作『ファウンデーションの彼方へ』を発表、以後死去までの約10年間に続編やロボット工学三原則シリーズとの統合作が発表された。さらにアシモフの死後に3人の著名なSF作家による新三部作が執筆されている。
- 装甲騎兵ボトムズ
  - テレビシリーズの後を受け1985年から1988年に渡り『ザ・ラストレッドショルダー』、『ビッグバトル』、『レッドショルダードキュメント 野望のルーツ』とOVA三部作で一旦シリーズは完結するが、続編を望む根強いファンの声により、1988年に外伝である『機甲猟兵メロウリンク』、1994年には続編である『赫奕たる異端』、同じく続編の2007年『ペールゼン・ファイルズ』、2010年『幻影篇』と異例の長期シリーズとなっている。
- ドリームハンター麗夢
  - 3作目の後、Newドリームハンター麗夢として4作目が製作された。
- スター・ウォーズ エピソード1/ファントム・メナス
  - 旧三部作から長い時を置いて4作目が作られた。
- 刃牙道
  - 作者の板垣恵介曰く、第3部『範馬刃牙』の「地上最強の親子喧嘩編」を描き終えた時点で刃牙シリーズは完結の予定であったが、自身の中に宮本武蔵の存在が大きくあったことからどうしても彼のことを描きたいという思いがあり第4部『刃牙道』の執筆を開始したという[29]。その時に「自分は『刃牙屋』なんだ…、一生描き続けるんだろうなと覚悟した」と述べており、現在では第5部『バキ道』を経て第6部『刃牙らへん』の連載も開始されている。

### 劇場版用に再構成されたもの
ドラマやアニメなど、テレビ放送されていたものが、映画化された際に3部作として分割されたもの。
- 機動戦士ガンダム
  - 『機動戦士ガンダム』、『機動戦士ガンダムII 哀・戦士篇』、『機動戦士ガンダムIII めぐりあい宇宙篇』
- 機動戦士Ζガンダム
  - 『機動戦士Ζガンダム-星を継ぐ者-』、『機動戦士ΖガンダムII-恋人たち-』、『機動戦士ΖガンダムIII-星の鼓動は愛-』